# Bell 212
Die Bell 212 ist ein Mehrzweckhubschrauber des Unternehmens Bell Helicopter Textron Inc., dessen militärische Variante auch Twin-Huey genannt und als Bordhubschrauber eingesetzt wird.

## Geschichte
Die Bell 212 baut in wesentlichen Aspekten auf dem bewährten technischen Hubschraubermuster der Bell UH-1D auf. Diese hatte sich unter anderem besonders in der Luftrettung bewährt. Nach einem Versuchsmuster mit einer als Model 208 „Twin Delta“ bezeichneten Version wurde das Modell zur 212 weiterentwickelt. Der Erstflug des Hubschraubers erfolgte im April 1969 und 1971 begann die Serienauslieferung. Ab 1988 verlagerte Bell die Produktion nach Kanada. Die militärische Variante des Bell 212 erhielt die Bezeichnung UH-1N Iroquois oder alternativ Twin Huey.
Der Hubschrauber wird besonders von staatlichen Stellen für Aufgaben wie Luftrettungs- und Polizei-Missionen eingesetzt. So steht die Bell 212 (die als AB 212 in Lizenz von dem Unternehmen Agusta in Italien gefertigt wurde) beispielsweise beim österreichischen Bundesheer schon längere Zeit als mittlerer Transporthubschrauber für verschiedene Aufgaben im Einsatz. Agusta produzierte auch eine spezielle U-Jagd-Version des Hubschraubers. Der deutsche Bundesgrenzschutz und dessen Nachfolgeorganisation, die Bundespolizei, sowie das deutsche Bundesministerium des Innern sind weitere Einrichtungen, die Hubschrauber des Typs Bell 212 verwenden. Insgesamt steht der Hubschrauber in mehr als 30 Ländern im Einsatz. Seit 1979 existiert mit der Bell 412 eine Weiterentwicklung mit Vierblattrotor.

## Beschreibung
Wie die UH-1D wird die Bell 212 mit Zweiblattrotor produziert; im Gegensatz zur Bell UH-1D ist der Heckrotor jedoch auf der rechten Seite des Heckauslegers montiert, obwohl der Hauptrotor nach links dreht. Anders als die UH-1, die über nur eine Turbine verfügt, wurde die Bell 212 mit zwei Triebwerken versehen, die merklich erhöhte Leistungsreserven bieten. Gleich geblieben sind Angaben der deutschen Bundespolizei zufolge die Maximalgeschwindigkeit und die Reisegeschwindigkeit der Bell 212 im Vergleich zur Bell UH-1D. Die nachtflugtauglichen Versionen sind mit einem Radarsystem im Bug ausgestattet.

## Varianten
UH-1N „Iroquois“
Variante für die USAF, US Navy und das USMC. Die Maschinen des USMC wurden mit Selbstverteidigungssystemen und einem FLIR-Turm nachgerüstet.
VH-1N „Iroquois“
Variante der Bell 212 in einer VIP-Ausführung mit bequemen Ledersitzen für den Präsidenten sowie Generalstabsmitglieder.
HH-1N „Iroquois“
SAR-Ausführung.
UH-1Y „Venom“
Neubau auf Basis der UH-1N, der Bell 412 und der Bell AH-1Z.
CUH-1N „Twin Huey“
Basisvarianten UH-1N für die Canadian Armed Forces.
CH-135 „Twin Huey“
Variante der UH-1N, von der Luftwaffe wurden ab 1971 50 Maschinen beschafft und 1996 ausgemustert.
Agusta-Bell AB 212
Mehrzweckhubschrauber, wird weiter bei Agusta in Lizenz gebaut.
Agusta-Bell AB 121EW
Variante für die türkischen Heeresflieger für die Elektronische Kriegsführung.
Agusta-Bell AB 212ASW
Schiffsgestützte U-Boot-Jäger-Variante, welche bei Agusta in Lizenz hergestellt wird. Sie ist unter anderem mit einem See-Radar über dem Cockpit und unter dem Rumpf, einem EKF-System sowie mit einem Bendix-ASQ-18-Dip-Sonargerät ausgerüstet. Um auch schwerere Waffen mitführen zu können, wurde die Struktur für eine Belastung von 5080 kg verstärkt. Für den Einsatz ab Schiffen wurden Haken zur Verzurrung an Bord angebracht und die gesamte Oberflächenstruktur gegen Korrosion behandelt.

## Bewaffnung
in der Kabine (Schiebetür) lafettiert
- 2 × schwenkbare Lafetten für je 1 × GAU-17/A-Waffensystem (auch GAU-2A bei U.S. Air Force bestehend aus 1 × 7,62-mm-Gatling-Revolvermaschinengewehr General Electric M134 mit 4000 Schuss Munition)
- 2 × schwenkbare Lafetten für je 1 × GAU-16-Waffensystem (auch GAU-15 bei der USAF bestehend aus 2 × 12,7-mm-Maschinengewehren Browning M2 mit 100 Schuss Munition)
- 2 × schwenkbare Lafetten für je 1 × 7,62-mm-Maschinengewehr FN Manufacturing M240D GPMG (FN MAG-58 oder C6) mit 100 Schuss Munition

Kampfmittel für maximal 2.000 kg an zwei Außenlastenträgern (improved defensive arament system, kurz IDAS) und an den BRU-20/A- oder BRU-21/A-Aufhängungen
Seezielflugkörper
- 4 × Aerospatiale AS-12 – drahtgelenkter Seezielflugkörper
- 2 × Sistel/MDBA Marte Mk.2/S – radargesteuerter Seezielflugkörper
- 2 × Alliant Techsystems Mk.46 325-mm-Torpedo
- 2 × EuroTorp A244-S, 324-mm-Torpedo
- 2 × AST/General Electric Mk.44 324-mm-Torpedo

Luft-Boden-Lenkflugkörper
- 2 × Aerospatiale SS-11B1 (AGM-22B) – drahtgesteuerter Panzerabwehr-Lenkflugkörper
- 2 × Aerospatiale AS.12 – drahtgesteuerter Seezielflugkörper
- 2 × MBDA (UK) Ltd „Sea Skua“ – Seezielflugkörper, halbaktiv radargelenkt (SARH)
- 2 × MBDA Marte 2 – Seezielflugkörper, radargelenkt

Ungelenkte Bomben
- 2 × Misar-Manta-Wassermine[4]

Ungelenkte Luft-Boden-Raketen
- 2 × Raketen-Rohrstartbehälter SNIA BPD für je 28 × ungelenkte ARF/8M2-Luft-Boden-Raketen; Kaliber 50,8 mm
- 2 × Raketen-Rohrstartbehälter LAU-261 für je 19 × ungelenkte Hydra-Luft-Boden-Raketen; Kaliber 68 mm / 2,75 inch
- 2 × Raketen-Rohrstartbehälter AEREA HL-12-70 für je 12 × ungelenkte Hydra-Luft-Boden-Raketen; Kaliber 70 mm/2,75 inch
- 2 × Raketen-Rohrstartbehälter LAU-260 für je 7 × ungelenkte Hydra-Luft-Boden-Raketen; Kaliber 68 mm / 2,75 inch
- 2 × Raketen-Rohrstartbehälter AEREA HL-7-81 für je 7 × ungelenkte SNORA-Luft-Boden-Raketen; Kaliber 81 mm
- 2 × Raketen-Rohrstartbehälter TBA 68-7 für je 7 × ungelenkte Luft-Boden-Raketen SNEB; Kaliber 68 mm
- 2 × Raketen-Rohrstartbehälter TBA 68-12C für je 12 × ungelenkte Luft-Boden-Raketen SNEB; Kaliber 68 mm
- 2 × Raketen-Rohrstartbehälter TBA 68-22C für je 22 × ungelenkte Luft-Boden-Raketen SNEB; Kaliber 68 mm
- 2 × Raketen-Rohrstartbehälter TBA 100-4 für je 4 × ungelenkte Luft-Boden-Raketen SNEB; Kaliber 100 mm

Zusatzbehälter
- 2 × FN-ETNA-TMP-5-MG-Behälter mit je 2 × 7,62-mm-Maschinengewehren FN MAG 58P mit je 500 Schuss Munition
- 2 × FN-Herstal-ETNA-HMP-Behälter mit einem 12,7-mm-FN-Maschinengewehr mit je 400 Schuss Munition und vier ungelenkten Luft-Boden-Raketen; Kaliber 70 mm/2,75 inch
- 2 × abwerfbare Zusatz-Treibstofftanks mit 425 Litern Kerosin

## Nutzer

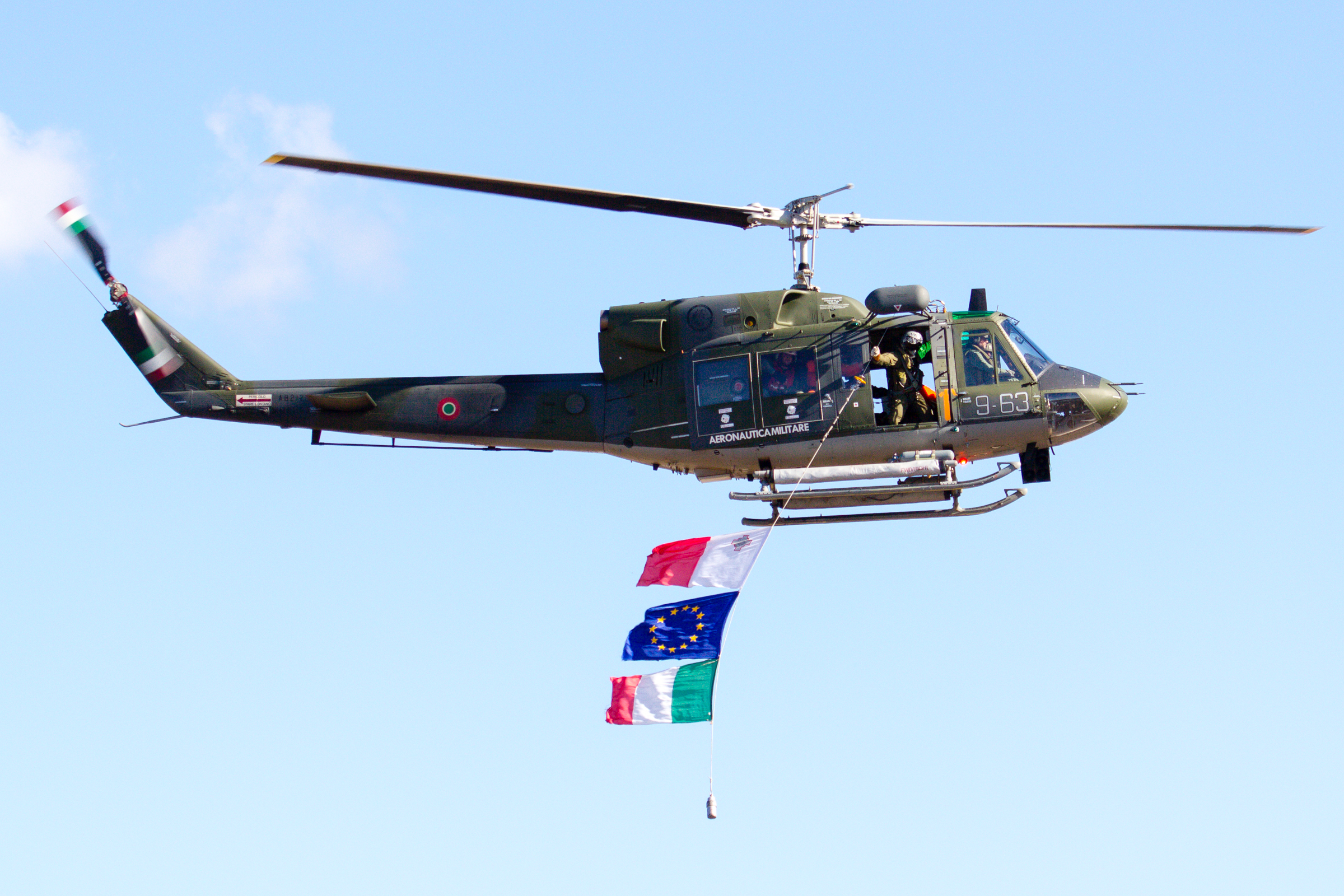
AB.212 der italienischen Luftwaffe

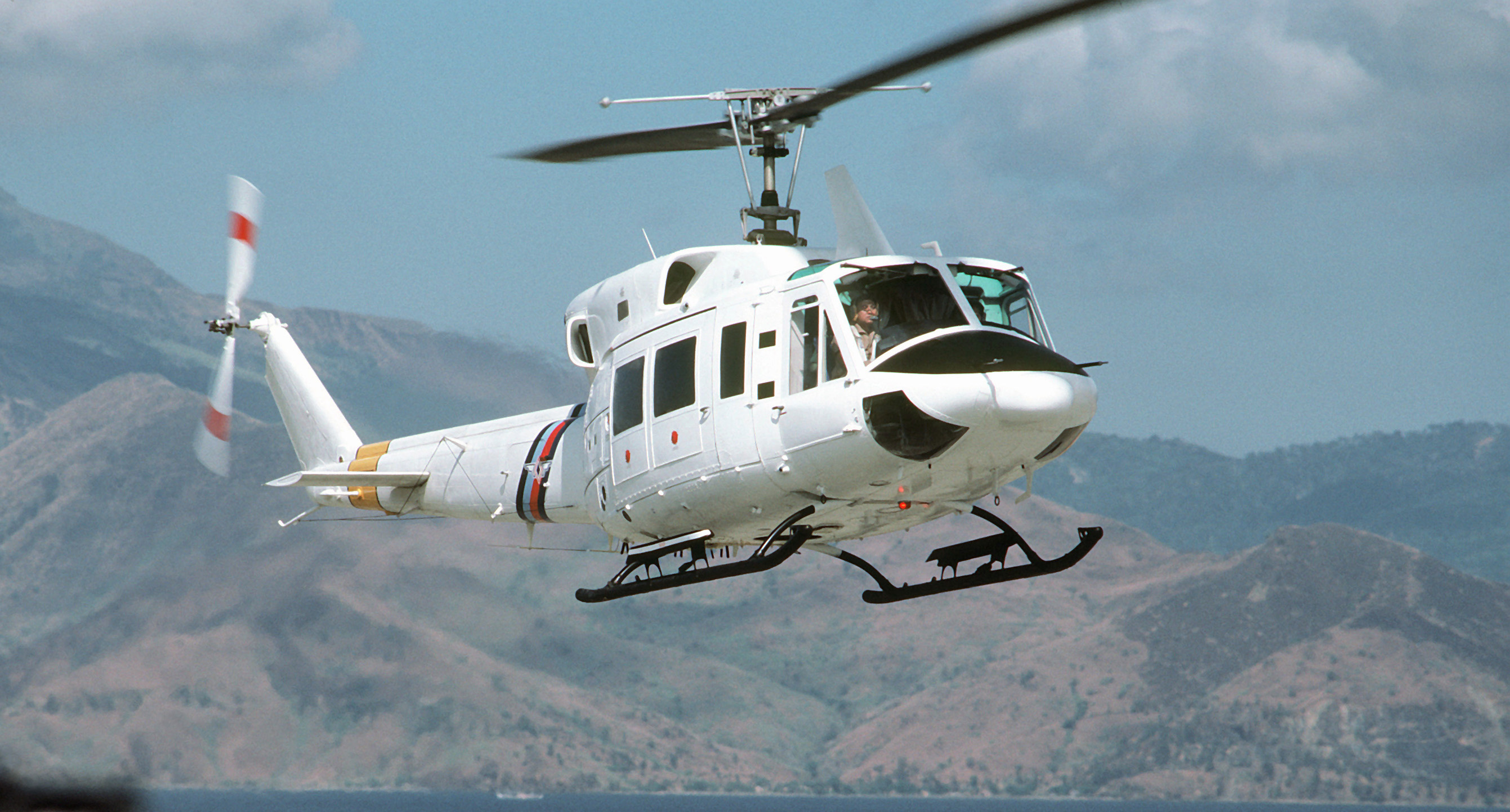
UH-1N der philippinischen Armee

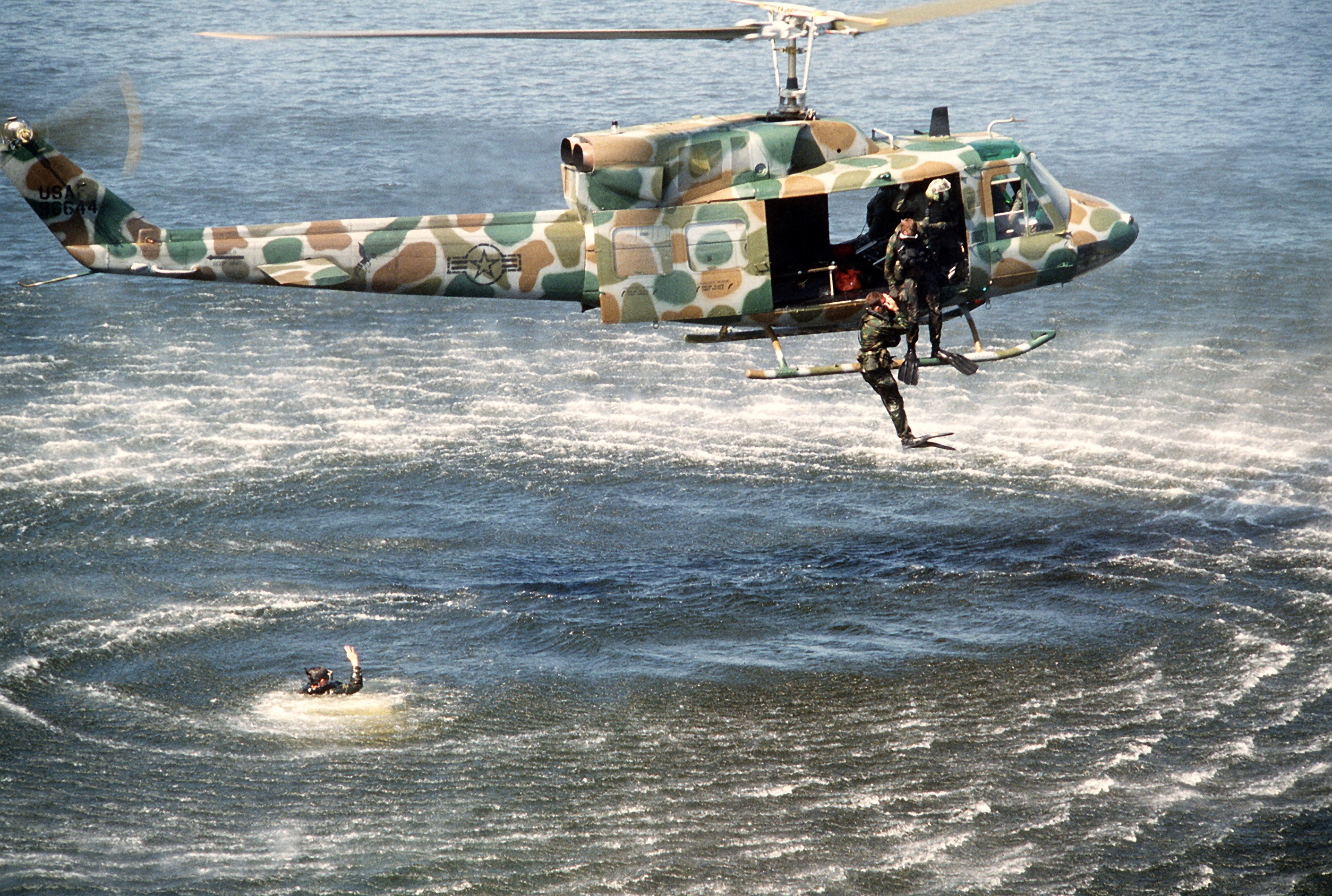
UH-1N der 20th Special Operations Squadron der USAF

| - Angola - Argentinien - Bahrain - Bangladesch - Bolivien - Brunei - Chile - Deutschland Im Einsatz beim Bundesgrenzschutz; die Bundeswehr verwendet Bell UH-1D (Version 205 mit einem Triebwerk) - Ecuador - Gabun - Griechenland Die griechische Marine erhielt Agusta-Bell AB 212ASW. - Grönland Die grönländische Airline Air Greenland verwendet acht Helikopter für den Linienverkehr innerhalb Grönlands. - Guatemala - Guyana - Irak - Iran Die iranische Luftwaffe war mit Agusta-Bell AB 212ASW beliefert worden. - Israel Der israelischen Luftwaffe wurden Bell 212 mit lokalen Bezeichnungen ausgeliefert. - Italien Der italienischen Marine und den Heeresfliegern wurden Agusta-Bell AB 212ASW geliefert. Die Aeronautica Militare legte die letzten HH212 im Februar 2024 still. Die ersten 19 Exemplare waren 1975 eingeführt worden. - Jamaika - Japan - Jemen - Kanada als CH-135 von 1972 bis 1998 - Kolumbien - Kroatien - Libanon - Libyen - Malta - Marokko - Mexiko - Österreich: 23 AB 212 - Panama - Peru - Philippinen - Saudi-Arabien - Singapur - Somalia - Spanien - Sri Lanka - Sudan - Südkorea - Thailand - Tunesien - Türkei Der türkischen Marine wurden Agusta-Bell AB 212ASW geliefert. - Uganda - Uruguay (Fuerza Aérea Uruguaya) - Vereinigte Arabische Emirate - Vereinigte Staaten United States Air Force United States Marine Corps United States Navy - Vereinigtes Königreich Die britische RAF erhielt zwei Agusta-Bell AB 212ASW. |

## Technische Daten

Risszeichnung Bell 212 – das Doppeltriebwerk oben rechts müsste aber breiter sein

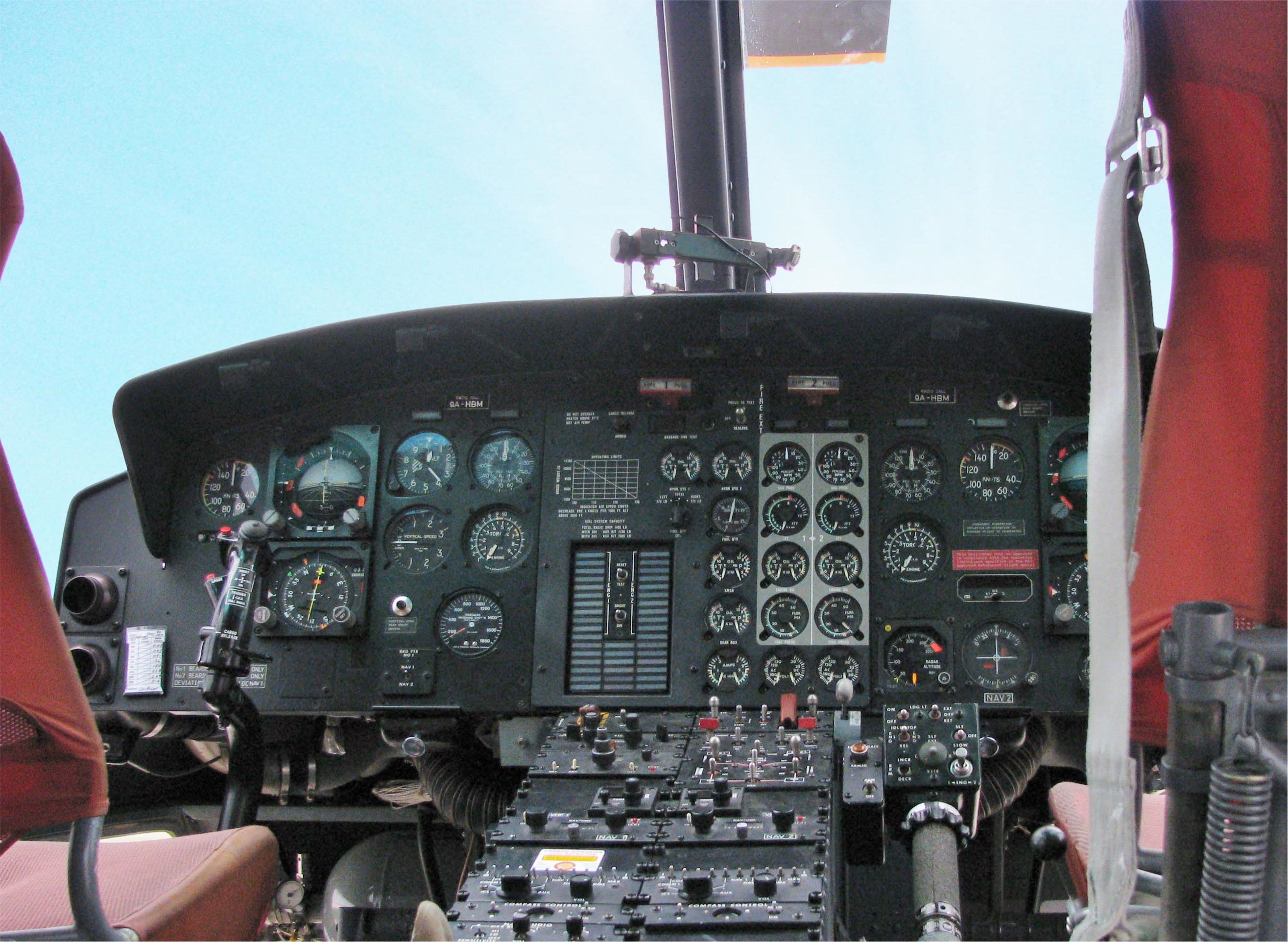
Cockpit einer Agusta-Bell 212

| Kenngröße             | Daten                                                                     |
| --------------------- | ------------------------------------------------------------------------- |
| Besatzung             | 1–2                                                                       |
| Passagiere            | 13–14                                                                     |
| Länge                 | 17,43 m                                                                   |
| Rumpflänge            | 12,92 m                                                                   |
| Hauptrotordurchmesser | 14,46 m                                                                   |
| Höhe                  | 3,83 m                                                                    |
| Nutzlast              | 2119 kg                                                                   |
| Leermasse             | 2961 kg                                                                   |
| max. Startmasse       | 5080 kg                                                                   |
| Reisegeschwindigkeit  | 186 km/h                                                                  |
| Höchstgeschwindigkeit | 240 km/h                                                                  |
| Dienstgipfelhöhe      | 6100 m                                                                    |
| Reichweite            | 440 km                                                                    |
| Triebwerke            | zwei Wellenturbinen Pratt & Whitney Canada PT6T-3B mit je 671 kW Leistung |

## Unfall
Am 19. Mai 2024 stürzte ein Hubschrauber vom Typ Bell 212 mit dem iranischen Präsidenten Ebrahim Raisi, Außenminister Hossein Amir-Abdollahian, dem Gouverneur von Ost-Aserbaidschan Malek Rahmati und dem Vertreter des Obersten Führers in Ost-Aserbaidschan Mohammad Ali Ale-Hashem an Bord in der Nähe der iranischen Stadt Varzaqan ab, wobei alle neun an Bord befindlichen Personen ums Leben kamen.